# Nídia de Paula
Nídia de Paula Marinho, conhecida artisticamente como Nydia de Paula (Laje do Muriaé, 28 de agosto de 1949), é uma atriz e ex-modelo brasileira.

## Carreira
Ao vencer o concurso "A Garota da Capa", da Revista O Cruzeiro, exibido no Programa Flávio Cavalcanti, iniciou a carreira de modelo fotográfico, com trabalhos como no calendários da Pirelli. Além da "O Cruzeiro", também foi capa da revista Fatos & Fotos. Sua estréia no cinema foi em "Missão: matar" de 1972. Também atuou em diversos filmes produzidos pela Boca do Lixo, em São Paulo.
Seu último filme foi Nos Tempos da Vaselina, de 1979. Depois deste, abandonou a carreira de atriz para se dedicar ao ramo imobiliário.

## Filmografia
- O Caçador de Esmeraldas (1979)
- Nos Tempos da Vaselina (1979)[1]
- O Homem de Seis Milhões de Cruzeiros contra as Panteras (1978)
- Costinha e o King Mong (1977)
- Cada um Dá o que Tem (1975).... (episódio: "Uma Grande Vocação")
- O Leito da Mulher Amada (1975)
- Sexualista, O (1975)
- Ainda Agarro Esta Vizinha... (1974)
- O Super Manso (1974)
- O Trote dos Sádicos (1974)
- Um Varão Entre as Mulheres (1974)
- Como Evitar o Desquite (1973)
- Os Mansos (1973).... (episódio: "O Homem dos Quatro Chifres")
- As Moças Daquela Hora (1974)[3]
- Um Virgem na Praça (1973)
- Missão Matar (1972)[1]
- Tormento (1972)